# Enable Viacam
Enable Viacam (eViacam) — програма, що замінює використання комп'ютерної миші на керування за допомогою рухів голови користувача, які відстежує звичайна вебкамера.

## Функції
- Емуляція натискання клавіш миші: лівої, середньої, правої; способи керування: подвійне натискання, перетягування.
- Enable Viacam можна використовувати разом із програмою, що надає функцію екранної клавіатури.

## Використовувані компоненти
- OpenCV — забезпечує комп'ютерний зір.
- wxWidgets — компоненти графічного інтерфейсу.

## Нагороди
Програму Enable Viacam відзначили нагородами декілька сайтів, що спеціалізуються на оглядах програмного забезпечення, серед них:
- www.fiberdownload.com
- www.geardownload.com [Архівовано 1 грудня 2011 у Wayback Machine.]
- www.brothersoft.com
- www.softsea.com [Архівовано 22 березня 2012 у Wayback Machine.]
- www.makeuseof.com [Архівовано 22 лютого 2012 у Wayback Machine.]